# Walderbach
Walderbach là một đô thị ở huyện Cham bang Bayern nước Đức. Đô thị Walderbach có diện tích 27,08 km², dân số thời điểm ngày 31 tháng 12 năm 2006 là 2083 người.